# Vlodrop-Station
Vlodrop-Station (Limburgs: Vlórp-Stasie) is een buurtschap gelegen in het bosrijke Nationaal Park De Meinweg en ligt ongeveer vijf kilometer ten oosten van het dorp Vlodrop in de gemeente Roerdalen in de provincie Limburg. Het is het gebied rondom het voormalige grensspoorwegemplacement en de weg ernaartoe, de Stationsweg. Beginnende bij de grensovergang Vlodrop-Rothenbach loopt het langs het spoor van de IJzeren Rijn tot aan de Roode Beek en het voormalig franciscaner rijksmonument College St. Ludwig. De buurtschap bestaat uit enige huizen en enkele horecabedrijven en grenst aan het Duitse Dalheim-Rödgen. Dat dorp behoort tot de gemeente Wegberg nabij Mönchengladbach in Noordrijn-Westfalen en is ook bekend van de Dalheimer Mühle. Nabij het voormalig College St. Ludwig bevindt zich in het bos de begraafplaatskapel St. Ludwig.

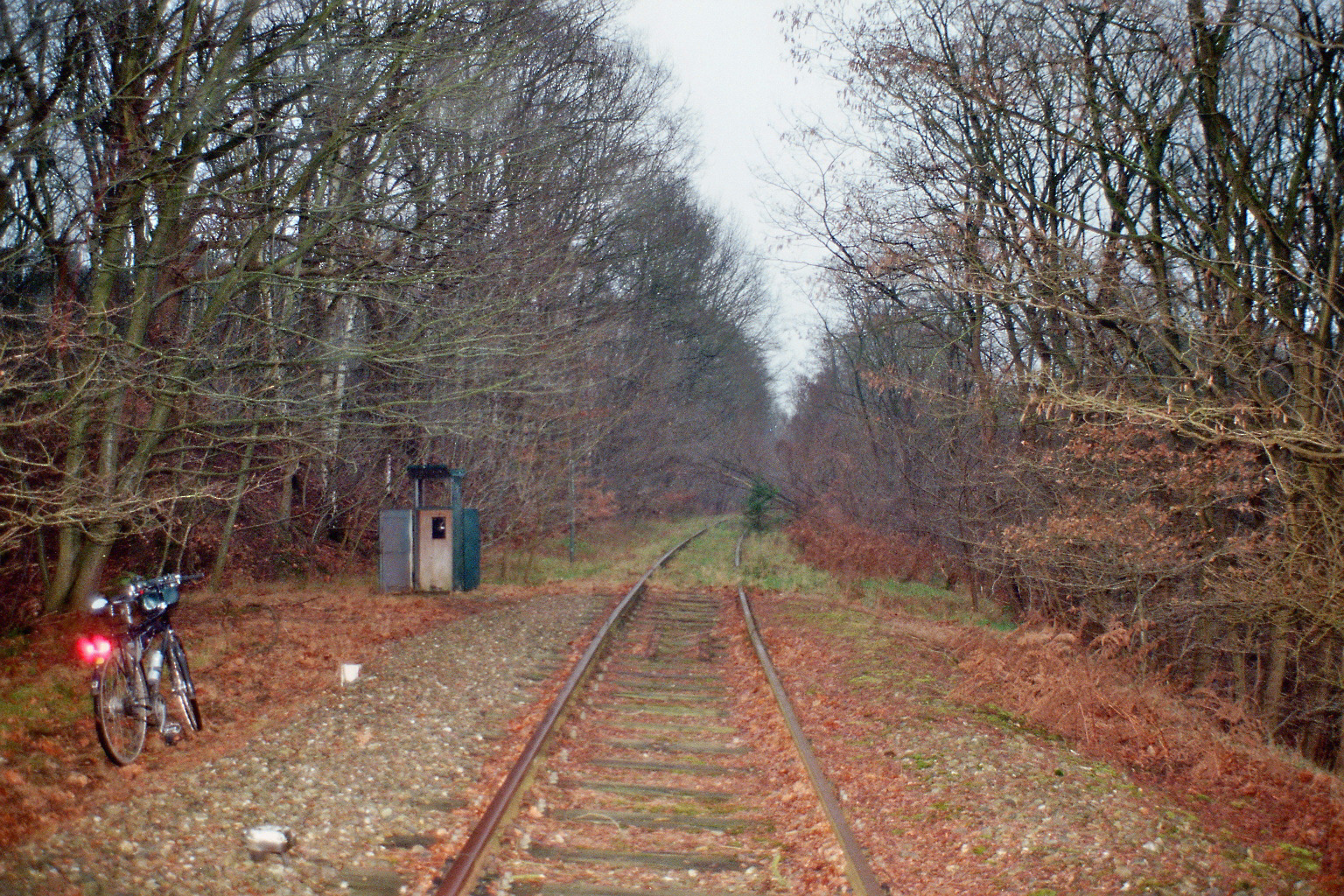
De grens bij Vlodrop-Station

Vlodrop-Station dankt haar naam aan het voormalige station Vlodrop aan de spoorlijn Antwerpen-Mönchengladbach. Het tracé staat bekend onder de naam “IJzeren Rijn”, het verbond vroeger België met het Ruhrgebied. Het station werd geopend in 1879 en voor personenverkeer gesloten in 1944. Het tracé is in gebruik gebleven tot begin jaren ’80. De laatste trein reed er in 1991. Het stationsgebouw werd in 1879 gebouwd, samen met een aantal andere gebouwen. In 1885 werd een locloods gebouwd en in 1905 bouwde Staatsspoorwegen nog enkele woningen. In 1939 werd Vlodrop-Station gebruikt om het lichaam van een verongelukte Duitse piloot naar Duitsland terug te brengen. Hiervan is beeldmateriaal in het Polygoon-journaalarchief. In 1944 raakte het station beschadigd door oorlogshandelingen. Het werd niet meer hersteld, maar in de loop van jaren stapsgewijze afgebroken, het laatste deel in 1973.
In 1984 nam de Maharishi Mahesh Yogi-organisatie haar intrek in het voormalig franciscaner College St. Ludwig.
De Stationsweg die leidt naar Vlodrop-Station werd begin jaren negentig van de vorige eeuw omgedoopt tot Boslaan, het laatste gedeelte van deze weg staat nog steeds bekend als Station.
Etsberg · Herkenbosch · Lerop · Melick · Montfort · Paarlo · Posterholt · Reutje · Sint Odiliënberg · Vlodrop · Vlodrop-Station · Zittard

Voormalige gemeente: Ambt Montfort

Limburg: Steden en dorpen      Nederland: Provincies · Gemeenten